# Wilbur Wants to Kill Himself
Wilbur Wants to Kill Himself (Brasil: Meu Irmão Quer se Matar / Portugal: Wilbur Quer Matar-se) é um filme dinamarquês de 2002 feito em coprodução com a Escócia, Suécia e França. É estrelado por Adrian Rawlins, Shirley Henderson e Mads Mikkelsen.

## Sinopse
Harbour e seu irmão suicida Wilbur herdam a loja de livros usados que era do pai. Suas vidas mudam quando Alice e sua filha Mary visitam a loja. A jovem e idealista Mary conquista o coração de Wilbur, e isso pode ser a sua salvação.

## Elenco
- Jamie Sives como Wilbur
- Adrian Rawlins como Harbour
- Shirley Henderson como Alice
- Lisa McKinlay como Mary
- Mads Mikkelsen como Horst
- Julia Davis como Moira
- Susan Vidler como Sophie
- Jonah Burgess como Steve

## Recepção
O filme foi bem recebido pela crítica. Rotten Tomatoes, com base em 79 comentários, dá ao filme uma aprovação de 86%, a classificação média de 7.1/10.